# Фосалта ди Портогруаро
Фоса̀лта ди Портогруа̀ро (на италиански: Fossalta di Portogruaro; на венециански: Fosalta, Фосалта, на фриулски: Fosalte, Фосалте) е градче и община в Северна Италия, провинция Венеция, регион Венето. Разположено е на 9 m надморска височина. Населението на общината е 6080 души (към 2014 г.).